# DHB-Pokal der Frauen 2000/01
Der DHB-Pokal der Frauen 2000/01 war der 27. Wettkampf des deutschen Pokalwettbewerbs. DHB-Pokal Sieger 2001 wurde zum ersten Mal der TV 05 Mainzlar, der im Finale am 3. Juni 2001 den TSV Bayer 04 Leverkusen nach dreimaligem Siebenmeterwerfen knapp mit 45:44 schlug. TV 05 Mainzlar stand 1999/2000 bereits schon einmal im Finale, verlor dann aber gegen den HC Leipzig. Der Titelverteidiger schied jedoch bereits im Achtelfinale gegen TV 05 Mainzlar aus.
| DHB-Pokal der Frauen 2000/2001 | DHB-Pokal der Frauen 2000/2001 |
| ------------------------------ | ------------------------------ |
| DHB-Pokalsieger                | TV 05 Mainzlar (1. Titel)      |
| Beginn                         | 09.09.2000                     |
| Finale                         | 03.06.2001                     |
| Stadion                        | Erdgasarena, Riesa             |
| DHB-Pokal der Frauen 2001/02 → |                                |

## Modus
Es traten 92 Mannschaften aus der Bundesliga (BL), der 2. Bundesliga (ZL), der Regionalliga (RL; = 3. Liga) und dem Landesverband (LV) im K.-o.-System gegeneinander an. Es gab drei Hauptrunden und darauf folgend weitere Ausspielungen mit zwei Halbfinalspielen und einem Finale im Final Four.

## Hauptrunden
1. Hauptrunde
Die Spiele der ersten Hauptrunde des DHB-Pokals 2000/2001 fanden gemäß dem Rahmenterminplan am Wochenende 9./10. September 2000 statt. Die Sieger qualifizierten sich für die zweite Runde. Außerdem gab es sieben Freilose.
2. Hauptrunde
Die zweite Hauptrunde trug ihre Spiele mit den Siegern der ersten Hauptrunde und den sieben Mannschaften mit Freilosen am 03. und 14./15. Oktober 2000 aus und brachte folgende Ergebnisse:
| Heimmannschaft                |   | Gastmannschaft            | Ergebnis               |
| ----------------------------- | - | ------------------------- | ---------------------- |
| Elmshorner MTV 1860 (RL)      | - | (RL) SC Buntekuh Lübeck   | 13:23                  |
| TV Dinklage 1904 (RL)         | - | (ZL) HC Empor Rostock     | 20:32                  |
| DSC/TuRA Oldenburg (RL)       | - | (ZL) TSG Wismar           | 28:21                  |
| SV Werder Bremen (RL)         | - | (ZL) TSV Nord Harrislee   | 23:24                  |
| Eidelstedter SV (RL)          | - | (RL) Vfl Oldenburg II     | 19:22                  |
| 1. FC Nürnberg (RL)           | - | (RL) TGS Walldorf         | 31:23                  |
| TSG Ketsch II (LV)            | - | (ZL) Frisch Auf Göppingen | 14:33                  |
| TSG Ketsch (ZL)               | - | (ZL) TuS Metzingen        | 21:22                  |
| HSG Albstadt (ZL)             | - | (RL) HG Quelle Fürth      | (n. V.) 26:22          |
| HSG Freiburg (RL)             | - | (LV) HDC Gröbenzell       | 13:20                  |
| SV Allensbach 1907 (ZL)       | - | (ZL) TuS Weibern 1920     | (n.V.V.) 21:22         |
| SV Germania Fritzlar (LV)     | - | (ZL) SV Teutonia Riemke   | 19:34                  |
| GSV Eintracht Baunatal (ZL)   | - | (ZL) Hasper SV            | 32:29                  |
| SC Greven 09 (RL)             | - | (RL) SG Kleenheim         | 22:16                  |
| HSG Stemmer/Friedewalde (RL)  | - | (ZL) SG 09 Kirchhof       | 22:33                  |
| HC Niederndodeleben (ZL)      | - | (ZL) SG Tasmania/Neukölln | (n. V.) 18:17          |
| SG Misburg (RL)               | - | (ZL) SG Berliner VB 49    | 14:30                  |
| BSC Victoria Naunhof (LV)     | - | (ZL) SV Garßen Celle      | 19:21                  |
| VT Brückeburg 1861 (ZL)       | - | (ZL) Frankfurter HC       | (3:2 i.S.) n. V. 35:35 |
| SG Tasmania/Neukölln III (LV) | - | (RL) THC Erfurt           | 18:27                  |

3. Hauptrunde
Die Mannschaften der 1. Bundesliga waren im Voraus schon für die dritte Runde gesetzt und stießen nun zu den zwanzig Siegern der zweiten Runde dazu. Die Spiele der dritten Runde fanden laut Rahmenterminplan um das Wochenende 11./12. November 2000 statt. Die Ergebnisse waren folgende:
| Heimmannschaft               |   | Gastmannschaft               | Ergebnis      |
| ---------------------------- | - | ---------------------------- | ------------- |
| TSV Nord Harrislee (ZL)      | - | (ZL) HC Empor Rostock        | 15:18         |
| DSC/TuRA Oldenburg (RL)      | - | (RL) SC Buntekuh Lübeck      | 19:23         |
| SV Garßen Celle (ZL)         | - | (BL) HSG Blomberg-Lippe      | 19:27         |
| Vfl Oldenburg (BL)           | - | (BL) Buxtehuder SV           | 18:21         |
| Frisch Auf Göppingen (ZL)    | - | (BL) TV Lützellinden         | 24:32         |
| HSG Albstadt (ZL)            | - | (BL) TV 05 Mainzlar          | 18:24         |
| 1. FC Nürnberg (RL)          | - | (ZL) TuS Metzingen           | 24:27         |
| HDC Gröbenzell (LV)          | - | (BL) SG Hessen Hersfeld      | 9:38          |
| G SV Eintracht Baunatal (ZL) | - | (BL) SC Germania List        | 26:24         |
| SV Berliner VB 49 (ZL)       | - | (BL) HC Leipzig              | 26:28         |
| THC Erfurt (RL)              | - | (BL) SG Minden/Minderheide   | 19:34         |
| SV Teutonia Riemke (ZL)      | - | (BL) BV Borussia 09 Dortmund | (n. V.) 24:25 |
| SC Greven 09 (RL)            | - | (ZL) SG 09 Kirchhof          | 24:29         |
| TuS Weibern 1920 (ZL)        | - | (BL) DJK MJC Trier           | 22:30         |
| Vfl Oldenburg II (RL)        | - | (BL) TSV Bayer 04 Leverkusen | 21:29         |
| VT Bückeburg 1861 (ZL)       | - | (ZL) HC Niederndodeleben     | kampflos x:x  |

Die Sieger qualifizierten sich für das Achtelfinale.
Achtelfinale
Das Achtelfinale fand am 13. Januar 2001 statt und erbrachte diese Ergebnisse:
| Heimmannschaft              |   | Gastmannschaft               | Ergebnis |
| --------------------------- | - | ---------------------------- | -------- |
| TuS Metzingen (ZL)          | - | (BL) TSV Bayer 04 Leverkusen | 25:28    |
| VT Bückeburg 1861 (ZL)      | - | (BL) DJK MJC Trier           | 22:27    |
| SG 09 Kirchhof (ZL)         | - | (BL) SG Minden/Minderheide   | 24:25    |
| SC Buntekuh Lübeck (RL)     | - | (BL) SG Hessen Hersfeld      | 21:20    |
| TV Lützellinden (BL)        | - | (BL) HSG Blomberg-Lippe      | 32:20    |
| HC Empor Rostock (ZL)       | - | (BL) Buxtehuder SV           | 23:25    |
| TV 05 Mainzlar (BL)         | - | (BL) HC Leipzig              | 35:33    |
| GSV Eintracht Baunatal (ZL) | - | (BL) BV Borussia 09 Dortmund | 25:32    |

Viertelfinale
Die Viertelfinalspiele fanden am 28. Februar 2001 statt:
| Heimmannschaft               |   | Gastmannschaft             | Ergebnis      |
| ---------------------------- | - | -------------------------- | ------------- |
| TV 05 Mainzlar (BL)          | - | (BL) SG Minden/Minderheide | 31:30         |
| TSV Bayer 04 Leverkusen (BL) | - | (BL) DJK MJC Trier         | (n. V.) 36:34 |
| Buxtehuder SV (BL)           | - | (BL) TV Lützellinden       | 23:26         |
| BV Borussia 09 Dortmund (BL) | - | (RL) SC Buntekuh Lübeck    | 23:18         |

Die Sieger zogen in das Final Four ein.

## Final Four
Das Final Four wurde am 2. Juni 2001 in der Erdgasarena in Riesa ausgetragen.
Halbfinale
| Heimmannschaft          |   | Gastmannschaft          | Ergebnis |
| ----------------------- | - | ----------------------- | -------- |
| TSV Bayer 04 Leverkusen | - | TV Lützellinden         | 34:29    |
| TV 05 Mainzlar          | - | BV Borussia 09 Dortmund | 30:21    |

Am Ende standen TSV Bayer 04 Leverkusen und TV 05 Mainzlar im Finale.
Finale
TV 05 Mainzlar gewann das Finale am 3. Juni 2001 nach einem Spiel, das bis in die dritte Runde des Siebenmeterwerfens ging und wurde Deutscher Handball-Pokalsieger der Frauen 2001:
| Heimmannschaft |   | Gastmannschaft          | Ergebnis          |
| -------------- | - | ----------------------- | ----------------- |
| TV 05 Mainzlar | - | TSV Bayer 04 Leverkusen | (10:9 i.S.) 35:35 |